# Aloe integra
Aloe integra ist eine Pflanzenart der Gattung der Aloen in der Unterfamilie der Affodillgewächse (Asphodeloideae). Das Artepitheton integra stammt aus dem Lateinischen, bedeutet ‚ganz‘ und verweist auf den normalerweise ganzrandigen Blattrand der Art.

## Beschreibung

### Vegetative Merkmale
Aloe integra wächst stammbildend, ist in der Regel einfach und bildet gelegentlich Gruppen mit bis zu sechs Rosetten. Die Wurzeln sind spindelförmig. Die Stämme sind bis zu 20 Zentimeter lang und 4 bis 6 Zentimeter dick.  Die 15 bis 30 dreieckig verschmälerten Laubblätter bilden Rosetten. Die glänzend tiefgrüne, undeutlich linierte Blattspreite ist 10 bis 12 Zentimeter lang und 4 bis 5 Zentimeter breit. Die obersten 5 Zentimeter vertrocknen bald. Zähne am Blattrand sind in der Regel nicht vorhanden. Gelegentlich werden winzige Zähne ausgebildet, die 2 bis 5 Millimeter voneinander entfernt stehen.

### Blütenstände und Blüten
Der einfache Blütenstand erreicht eine Länge von bis zu 50 Zentimeter. Die ziemlich dichten, pyramidalen Trauben sind 8 bis 12 Zentimeter lang und 7 bis 9 Zentimeter breit. Sie enden in einem Büschel purpurfarbener, zurückgeschlagener Brakteen. Die deltoid lang zugespitzten Brakteen weisen eine Länge von 15 bis 20 Millimeter auf. Die zitronengelben bis leuchtend kanariengelben Blüten stehen an bis zu 30 Millimeter langen Blütenstielen. Die Blüten sind 15 bis 18 Millimeter lang und an ihrer Basis verschmälert. Oberhalb des Fruchtknotens sind die Blüten erweitert und schließlich zur Mündung verengt. Ihre äußeren Perigonblätter sind nicht miteinander verwachsen. Die Staubblätter und der Griffel ragen kaum aus der Blüte heraus.

### Genetik
Die Chromosomenzahl beträgt {\displaystyle 2n=14}.

## Systematik und Verbreitung
Aloe integra ist im Norden von Eswatini und im Osten der südafrikanischen Provinz Mpumalanga in Grass auf felsigen Hängen in Höhen von etwa 1500 Metern verbreitet.
Die Erstbeschreibung durch Gilbert Westacott Reynolds wurde 1936 veröffentlicht.

## Nachweise